# Sbor Jednoty bratrské v Hejnicích
Sbor Jednoty bratrské v Hejnicích je jedním ze sborů této církve ve Frýdlantském výběžku na severu České republiky. V čele sboru stojí jeho správce, jímž je k roku 2023 Rostislav Dankanič.

## Historie
Sbor vznikl v roce 1993 na základě misijní činnosti členů libereckého sboru. V Hejnicích se členové Jednoty bratrské schází k nedělním bohoslužbám v objektu na adrese Skřivánek 602, což byla původně technická budova, kterou si sbor pro své potřeby adaptoval. V Hejnicích se v blízkosti modlitebny nachází areál někdejší zdejší lesnické školy. Během roku 2020 se objevily úvahy o přesunu školy do Frýdlantu, pod jejíž tamní střední školu spadá, a uprázdněné hejnické objekty by následně využila nově vzniknuvší církevní střední škola Jednoty bratrské. Zamýšlený záměr se nakonec podařilo realizovat a od září 2021 vyučuje ve městě Střední škola pedagogická a sociálně právní a střední zdravotnická škola Jana Blahoslava.
Objekt modlitebny současně využívá volnočasové centrum „Moštárna“.